# Dove vai...
Dove vai... è il primo album "live" del cantautore italiano Mango, pubblicato nel 1995.
Il titolo del disco è lo stesso dell'unico brano inedito (insieme a Sospiro), presentato al Festival di Sanremo 1995.

## Tracce
1. Dove vai... (P. Mango, A. Mango) (Inedito)
2. Nella mia città (P. Mango, Mogol)
3. Bella d'estate (P. Mango, L. Dalla)
4. Sirtaki (P. Mango, Mogol)
5. Profumo d'amore (P. Mango, Mogol)
6. Giulietta (P. Mango, P. Panella)
7. Nero e blu (P. Mango, A.Mango)
8. Australia (P. Mango, Mogol)
9. Oro (P. Mango, Mogol)
10. Come Monna Lisa (P. Mango, Mogol)
11. La rosa dell'inverno (P. Mango, A. Salerno)
12. Lei verrà (P. Mango, A. Salerno)
13. Sospiro (P. Mango, A. Mango)

## Classifiche
| Classifica | Posizione massima |
| ---------- | ----------------- |
| Italia     | 13                |

## Formazione
Musicisti
- Tastiera e programmazione: Rocco Petruzzi
- Tastiere e Pianoforte: Pierangelo Troiano
- Chitarra elettrica ed acustica: Graziano Accinni
- Basso slave e real bass Frudua: Nello Giudice
- Batteria e drum: Giancarlo Ippolito
- Sax tenore, sax soprano, zampogna lucana, ewi 1000 Akai, tastiere e chitarra acustica: Pasquale Laino
- Per Sospiro (registrato alla Splash Studio - Napoli da Massimo Aluzzi), chitarra classica: Gianni Guarracino
- Flauto in Australia: Luana Giorgia Heredia
- Cori: Nadia Biondini, Luana Giorgia Heredia

Produzione
- Produzione artistica: Armando Mango
- Produzione esecutiva live: Armando Mango, Riccardo Bucci
- Consulenza artistica: Bob Rose
- Arrangiamenti e realizzazione: Rocco Petruzzi
- Registrato da Marti J. Robertson Studio mobile Fonoprint - Bologna
- Assistenti: Roberto Barillari, Emilio Bruna
- Coordinamento tecnico: Sandro Sandrolini
- Equalizzazione ed editing effettuati al Profile Studio Milano da Antonio Baglio, Bob Rose, Gianni Massari
- Service audio e luci: Joint rent s.n.c. - Forlì
- Fonico di sala: Gianni Fantini
- Fonico di Palco: Fabio Clementi
- Assistente di palco: Fabio Chiarini
- Datore scanners: Massimo Scurdato
- Datore luci: Francesco Consoli
- Assistente luci: Loris Bartolini